# Onthophagus maesaensis
Onthophagus maesaensis är en skalbaggsart som beskrevs av Masumoto, Ochi och Hanboonsong 2002. Onthophagus maesaensis ingår i släktet Onthophagus och familjen bladhorningar. Inga underarter finns listade i Catalogue of Life.